# Sabancaya
De Sabancaya is een actieve stratovulkaan van 5.976 meter gelegen in het Andesgebergte in het zuiden van Peru. De vulkaan ligt ongeveer 100 km ten noordwesten van de stad Arequipa. Hij maakt deel uit van de 20 km lange noord-zuidketen van drie stratovulkanen. In het noorden bevindt zich de 6.025 m hoge Nevado Hualca Hualca, in het midden ligt Sabancaya en in het zuiden bevindt zich de 6.288 m hoge Ampato. De prominentie van de berg is ongeveer 500 m.

## Vulkanische activiteit
Sabancaya is in het verleden zeer actief geweest. Het oudste verslag van een uitbarsting stamt uit 1695 en de recentste uitbarsting dateert uit 2017. In juli 1986 veroorzaakte de vele uitbarstingen een lavakoepel in de krater. De actiefste periode begon in 1990 en duurde ongeveer acht jaar. De vulkanische-explosiviteitsindex beoordeelde de activiteit met een drie op een schaal van acht. Meer dan 25 miljoen kubieke meter lava en tefra werden in deze jaren uitgestoten. In 2000 en 2003 barstte de vulkaan wederom uit, maar aanzienlijk minder explosief dan de jaren voorheen.